# جالوت
جالوت أو جليات (بالعبرية: גָּלְיָת، جوليات)؛ هو محارب فلستي معروف لمعركته ضد داود الشاب، ملك إسرائيل المستقبلي، حسبما وُصِف في التوراة (العهد القديم)، وبصورة مختصرة أكثر في القرآن.

## مُسمى جالوت
أجرت جامعة بار إيلان تنقيبات أثرية في تل الصافي ومدينة جت التوراتية وعُثر على نقش تل الصافي، وهو كسرة خزفية تم اكتشافها في الموقع، وتثبت أن الاسم جالوت يتناسب مع سياق الثقافة في فلستيا في أواخر القرن العاشر إلى أوائل القرن التاسع قبل الميلاد.

## جالوت في التوراة

### مواجهة جليات معداود
وجمع الفلستيون جيوشهم للحرب فاجتمعوا في سوكوه التي ليهوذا ونزلوا بين سوكوه وعزيقة في افس دميم، واجتمع شاؤول ورجال إسرائيل ونزلوا في وادي البطم واصطفوا للحرب للقاء الفلستيين، وكان الفلستيون وقوفا على جبل من هنا وإسرائيل وقوفا على جبل من هناك والوادي بينهم، فخرج رجل مبارز من جيوش الفلستيين اسمه جليات من جت طوله ستة أذرع وشبر، وعلى رأسه خوذة من نحاس وكان لابسا درعا حرشفيا ووزن الدرع خمسة آلاف شاقل نحاس، وجرموقا نحاس على رجليه ومزراق نحاس بين كتفيه، وقناة رمحه كنول النساجين وسنان رمحه ست مئة شاقل حديد وحامل الترس كان يمشي قدامه، فوقف ونادى صفوف إسرائيل وقال لهم: لماذا تخرجون لتصطفوا للحرب أما أنا الفلستي وأنتم عبيد لشاول اختاروا لانفسكم رجلا ولينزل إلي، فان قدر أن يحاربني ويقتلني نصير لكم عبيدا وإن قدرت أنا عليه وقتلته تصيرون أنتم لنا عبيدا وتخدموننا، وقال الفلستي: أنا عيرت صفوف إسرائيل هذا اليوم اعطوني رجلا فنتحارب معا، ولما سمع شاول وجميع إسرائيل كلام الفلستي هذا ارتاعوا وخافوا جدا، وداود هو ابن ذلك الرجل الافراتي من بيت لحم يهوذا الذي اسمه يسى وله ثمانية بنين وكان الرجل في أيام شاول قد شاخ وكبر بين الناس، وذهب بنو يسى الثلاثة الكبار وتبعوا شاول إلى الحرب وأسماء بنيه الثلاثة الذين ذهبوا إلى الحرب الياب البكر وابيناداب الثاني وشمة ثالثهم، وداود هو الصغير والثلاثة الكبار ذهبوا وراء شاول، وأما داود فكان يذهب ويرجع من عند شاول ليرعى غنم أبيه في بيت لحم، وكان الفلستي يتقدم ويقف صباحا ومساء أربعين يوما، فقال يسى لداود ابنه خذ لاخوتك ايفة من هذا الفريك وهذه العشر خبزات واركض إلى المحلة إلى اخوتك، وهذه العشر القطعات من الجبن قدمها لرئيس الالف وافتقد سلامة اخوتك وخذ منهم عربونا، وكان شاول وهم وجميع رجال إسرائيل في وادي البطم يحاربون الفلستيين، فبكر داود صباحا وترك الغنم مع حارس وحمل وذهب كما امره يسى واتى إلى المتراس والجيش خارج إلى الاصطفاف وهتفوا للحرب، واصطف إسرائيل والفلستيون صفا مقابل صف، فترك داود الامتعة التي معه بيد حافظ الامتعة وركض إلى الصف واتى وسال عن سلامة اخوته، وفيما هو يكلمهم إذا برجل مبارز اسمه جليات الفلستي من جت صاعد من صفوف الفلستيين وتكلم بمثل هذا الكلام فسمع داود، وجميع رجال إسرائيل لما راوا الرجل هربوا منه وخافوا جدا، فقال رجال إسرائيل ارايتم هذا الرجل الصاعد ليعير إسرائيل هو صاعد فيكون ان الرجل الذي يقتله يغنيه الملك غنى جزيلا ويعطيه بنته ويجعل بيت ابيه حرا في إسرائيل، فكلم داود الرجال الواقفين معه قائلا ماذا يفعل للرجل الذي يقتل ذلك الفلستي ويزيل العار عن إسرائيل لانه من هو هذا الفلستي الاغلف حتى يعير صفوف الله الحي، فكلمه الشعب بمثل هذا الكلام قائلين كذا يفعل للرجل الذي يقتله، وسمع اخوه الأكبر الياب كلامه مع الرجال فحمي غضب الياب على داود وقال لماذا نزلت وعلى من تركت تلك الغنيمات القليلة في البرية انا علمت كبرياءك وشر قلبك لانك انما نزلت لكي ترى الحرب، فقال داود ماذا عملت الآن اما هو كلام، وتحول من عنده نحو اخر وتكلم بمثل هذا الكلام فرد له الشعب جوابا كالجواب الأول، وسمع الكلام الذي تكلم به داود واخبروا به امام شاول فاستحضره، فقال داود لشاول لا يسقط قلب أحد بسببه عبدك يذهب ويحارب هذا الفلستي، فقال شاول لداود لا تستطيع ان تذهب لهذا الفلستي لتحاربه لانك غلام وهو رجل حرب منذ صباه، فقال داود لشاول كان عبدك يرعى لابيه غنما فجاء اسد مع دب واخذ شاة من القطيع، فخرجت وراءه وقتلته وانقذتها من فيه ولما قام علي امسكته من ذقنه وضربته فقتلته، قتل عبدك الاسد والدب جميعا وهذا الفلستي الاغلف يكون كواحد منهما لانه قد عير صفوف الله الحي، وقال داود الرب الذي انقذني من يد الاسد ومن يد الدب هو ينقذني من يد هذا الفلستي فقال شاول لداود اذهب وليكن الرب معك، والبس شاول داود ثيابه وجعل خوذة من نحاس على راسه والبسه درعا، فتقلد داود بسيفه فوق ثيابه وعزم ان يمشي لانه لم يكن قد جرب فقال داود لشاول لا اقدر ان امشي بهذه لاني لم اجربها ونزعها داود عنه، واخذ عصاه بيده وانتخب له خمسة حجارة ملس من الوادي وجعلها في كنف الرعاة الذي له أي في الجراب ومقلاعه بيده وتقدم نحو الفلستي، وذهب الفلستي ذاهبا واقترب إلى داود والرجل حامل الترس امامه، ولما نظر الفلستي وراى داود استحقره لانه كان غلاما وأشقر جميل المنظر، فقال الفلستي لداود العلي انا كلب حتى انك تاتي الي بعصي ولعن الفلستي داود بالهته، وقال الفلستي لداود تعال الي فاعطي لحمك لطيور السماء ووحوش البرية، فقال داود للفلستي أنت تاتي الي بسيف وبرمح وبترس وانا اتي اليك باسم رب الجنود اله صفوف إسرائيل الذين عيرتهم، هذا اليوم يحبسك الرب في يدي فاقتلك واقطع راسك واعطي جثث جيش الفلستيين هذا اليوم لطيور السماء وحيوانات الأرض فتعلم كل الأرض انه يوجد اله لإسرائيل، وتعلم هذه الجماعة كلها انه ليس بسيف ولا برمح يخلص الرب لان الحرب للرب وهو يدفعكم ليدنا، وكان لما قام الفلستي وذهب وتقدم للقاء داود ان داود اسرع وركض نحو الصف للقاء الفلستي، ومد داود يده إلى الكنف واخذ منه حجرا ورماه بالمقلاع وضرب الفلستي في جبهته فارتز الحجر في جبهته وسقط على وجهه إلى الأرض، فتمكن داود من الفلستيين بالمقلاع والحجر وضرب الفلستي وقتله ولم يكن سيف بيد داود، فركض داود ووقف على الفلستي واخذ سيفه واخترطه من غمده وقتله وقطع به راسه فلما راى الفلستيون ان جبارهم قد مات هربوا، فقام رجال إسرائيل ويهوذا وهتفوا ولحقوا الفلستيين حتى مجيئك إلى الوادي وحتى أبواب عقرون فسقطت قتلى الفلستيين في طريق شعرايم إلى جت وإلى عقرون، ثم رجع بنو إسرائيل من الاحتماء وراء الفلستيين ونهبوا محلتهم، واخذ داود راس الفلستي واتى به إلى القدس ووضع ادواته في خيمته، ولما راى شاول داود خارجا للقاء الفلستي قال لابنير رئيس الجيش ابن من هذا الغلام يا ابنير؟ فقال ابنير: وحياتك أيها الملك لست أعلم، فقال الملك: اسال ابن من هذا الغلام، ولما رجع داود من قتل الفلستي أخذه ابنير وأحضره أمام شاول وراس الفلستي بيده، فقال له شاول ابن من أنت يا غلام؟ فقال داود: ابن عبدك يسى البيتلحمي.

## جالوت في الإسلام
وردت القصة في القرآن في سورة البقرة، في ثلاث آيات متتاليات، هي:
﴿فَلَمَّا فَصَلَ طَالُوتُ بِالْجُنُودِ قَالَ إِنَّ اللَّهَ مُبْتَلِيكُمْ بِنَهَرٍ فَمَنْ شَرِبَ مِنْهُ فَلَيْسَ مِنِّي وَمَنْ لَمْ يَطْعَمْهُ فَإِنَّهُ مِنِّي إِلَّا مَنِ اغْتَرَفَ غُرْفَةً بِيَدِهِ فَشَرِبُوا مِنْهُ إِلَّا قَلِيلًا مِنْهُمْ فَلَمَّا جَاوَزَهُ هُوَ وَالَّذِينَ آمَنُوا مَعَهُ قَالُوا لَا طَاقَةَ لَنَا الْيَوْمَ بِجَالُوتَ وَجُنُودِهِ قَالَ الَّذِينَ يَظُنُّونَ أَنَّهُمْ مُلَاقُو اللَّهِ كَمْ مِنْ فِئَةٍ قَلِيلَةٍ غَلَبَتْ فِئَةً كَثِيرَةً بِإِذْنِ اللَّهِ وَاللَّهُ مَعَ الصَّابِرِينَ ۝٢٤٩ وَلَمَّا بَرَزُوا لِجَالُوتَ وَجُنُودِهِ قَالُوا رَبَّنَا أَفْرِغْ عَلَيْنَا صَبْرًا وَثَبِّتْ أَقْدَامَنَا وَانْصُرْنَا عَلَى الْقَوْمِ الْكَافِرِينَ ۝٢٥٠ فَهَزَمُوهُمْ بِإِذْنِ اللَّهِ وَقَتَلَ دَاوُدُ جَالُوتَ وَآتَاهُ اللَّهُ الْمُلْكَ وَالْحِكْمَةَ وَعَلَّمَهُ مِمَّا يَشَاءُ وَلَوْلَا دَفْعُ اللَّهِ النَّاسَ بَعْضَهُمْ بِبَعْضٍ لَفَسَدَتِ الْأَرْضُ وَلَكِنَّ اللَّهَ ذُو فَضْلٍ عَلَى الْعَالَمِينَ ۝٢٥١﴾ (سورة البقرة، الآيات 249-251)
وجاء في تفسيرهم من تفسير القرطبي وابن كثير في كتابه البداية والنهاية عن (جالوت):
أن داود كانَ أصغرَ أولادِ أبيه وكانوا ثلاثةَ عشرَ ذكرًا كان سمعَ طالوتَ ملكَ بني إسرائيلَ وهو يحرضُ بني إسرائيلَ على قتلِ جالوتَ وجنودِه وهو يقولُ من قتلَ جالوتَ زوجتُه بابنتي وأشركتُه في ملكِي وكان داودُ عليه السلام يرمي بالقذافةِ وهو المقلاعُ رميًا عظيمًا فبينما هو سائرٌ مع بني إسرائيلَ إذ ناداه حجرٌ أن خذني فإن بي تقتلُ جالوتَ فأخذَه ثم حجرٌ آخرٌ كذلك ثم آخرٌ كذلك فأخذَ الثلاثةَ في مخلاتِه فلما تواجَه الصفانِ برزَ جالوتُ ودعا إلى نفسِه فتقدمَ إليه داودُ فقال له ارجعْ فإني أكرهُ قتلَك فقالَ لكني أحبُّ قتلَك وأخذَ تلك الأحجارَ الثلاثةَ فوضعَها في القذافةِ ثم أدارَها فصارتْ الثلاثةُ حجرًا واحدًا ثم رمى بها جالوتَ ففلقَ رأسَه وفرَّ جيشُه منهزمًا فوفى له طالوتُ بما وعدَه فزوجَه ابنتَه وأجرى حكمَه في ملكِه وعظمَ داودُ عليه السلام عند بني إسرائيلَ وأحبوه ومالوا إليه أكثرَ من طالوتَ فذكروا أن طالوتَ حسدَه وأرادَ قتلَه واحتالَ على ذلك فلم يصلْ إليه وجعلَ العلماءُ ينهون طالوتَ عن قتلِ داودَ فتسلطَ عليهم فقتلَهم حتى لم يبقِ منهم إلا القليلَ ثم حصلَ له توبةٌ وندمٌ وإقلاعٌ عما سلفَ منه وجعلَ يكثرُ من البكاءِ ويخرجُ إلى الجبانةِ فيبكي حتى يبلَ الثرى بدموعِه فنوديَ ذاتَ يومٍ من الجبانةِ أن يا طالوتُ قتلتَنا ونحن أحياءٌ وآذيتَنا ونحن أمواتٌ فازدادَ لذلك بكاؤُه وخوفُه واشتدَّ وجلُه ثم جعلَ يسألُ عن عالمٍ يسألُه عن أمرِه وهل له من توبةٍ فقيل له وهل أبقيت عالمًا حتى دلَّ على امرأةٍ من العابداتِ فأخذتْه فذهبتْ به إلى قبرِ يوشعَ عليه السلام قالوا فدعتِ اللهَ فقامَ يوشعُ من قبرِه فقالَ أقامتِ القيامةُ فقالتْ لا ولكن هذا طالوتُ يسألُك هل له من توبةٍ فقالَ نعم ينخلعُ من الملكِ ويذهبُ فيقاتلُ في سبيلِ اللهِ حتى يقتلَ ثم عادَ ميتًا فتركَ الملكَ لداودَ عليه السلام وذهبَ ومعه ثلاثةَ عشرَ من أولادِه فقاتلوا في سبيلِ اللهِ حتى قتلوا قالوا فذلك قوله { وَآتَاهُ اللَّهُ الْمُلْكَ وَالْحِكْمَةَ وَعَلَّمَهُ مِمَّا يَشَاء}.
في تفسير الآيات لابن كثير:
(فلما فصل طالوت بالجنود قال إن الله مبتليكم بنهر فمن شرب منه فليس مني ومن لم يطعمه فإنه مني إلا من اغترف غرفة بيده فشربوا منه إلا قليلا منهم فلما جاوزه هو والذين آمنوا معه قالوا لا طاقة لنا اليوم بجالوت وجنوده قال الذين يظنون أنهم ملاقو الله كم من فئة قليلة غلبت فئة كثيرة بإذن الله والله مع الصابرين).
يقول تعالى مخبرا عن طالوت ملك بني إسرائيل حين خرج في جنوده ومن أطاعه من ملإ بني إسرائيل وكان جيشه يومئذ فيما ذكره السدي ثمانين ألفا فالله أعلم أنه قال «إن الله مبتليكم» أي مختبركم بنهر قال ابن عباس وغيره: وهو نهر بين الأردن وفلسطين يعني نهر الشريعة المشهور«فمن شرب منه فليس مني» أي فلا يصحبني اليوم في هذا الوجه «ومن لم يطعمه فإنه مني إلا من اغترف غرفة بيده» أي فلا بأس عليه قال الله تعالى «فشربوا منه إلا قليلا منهم» قال ابن جريج قال ابن عباس: من اغترف منه بيده روي ومن شرب منه لم يرو وكذا رواه السدي عن أبي مالك عن ابن عباس. وكذا قال قتادة وابن شوذب قال السدي: كان الجيش ثمانين ألفا فشرب منه ستة وسبعون ألفا وتبقى معه أربعة آلاف كذا قال. وقد روى ابن جرير من طريق إسرائيل وسفيان الثوري ومسعر بن كدام عن أبي إسحاق السبيعي عن البراء بن عازب قال: كنا نتحدث أن أصحاب محمد - صلى الله عليه وسلم - الذين كانوا يوم بدر ثلاثمائة وبضعة عشر على عدة أصحاب طالوت الذين جازوا معه النهر وما جازه معه إلا مؤمن ورواه البخاري عن عبد الله بن رجاء عن إسرائيل بن يونس عن أبي إسحاق عن جده عن البراء بنحوه ولهذا قال تعالى «فلما جاوزه هو والذين آمنوا معه قالوا لا طاقة لنا اليوم بجالوت وجنوده» أي استقلوا أنفسهم عن لقاء عدوهم لكثرتهم فشجعهم علماؤهم العالمون بأن وعد الله حق فإن النصر من عند الله ليس عن كثرة عدد ولا عدة ولهذا قالوا «كم من فئة قليلة غلبت فئة كثيرة بإذن الله والله مع الصابرين».
وجاء فيها أن داود هو الذي قتل جالوت. وكان طالوت ـ ملك بني إسرائيل ـ قد وعده إن قتل جالوت أن يزوجه ابنته، ويشاطره نعمته ويشركه في أمره، فوفى له، ثم آل المُلك إلى داود مع ما منحه الله من النبوة العظيمة، ولهذا جاء في القرآن الكريم: ﴿وَلَمَّا بَرَزُوا لِجَالُوتَ وَجُنُودِهِ قَالُوا رَبَّنَا أَفْرِغْ عَلَيْنَا صَبْرًا وَثَبِّتْ أَقْدَامَنَا وَانْصُرْنَا عَلَى الْقَوْمِ الْكَافِرِينَ ۝٢٥٠ فَهَزَمُوهُمْ بِإِذْنِ اللَّهِ وَقَتَلَ دَاوُدُ جَالُوتَ وَآتَاهُ اللَّهُ الْمُلْكَ وَالْحِكْمَةَ وَعَلَّمَهُ مِمَّا يَشَاءُ وَلَوْلَا دَفْعُ اللَّهِ النَّاسَ بَعْضَهُمْ بِبَعْضٍ لَفَسَدَتِ الْأَرْضُ وَلَكِنَّ اللَّهَ ذُو فَضْلٍ عَلَى الْعَالَمِينَ ۝٢٥١﴾ (سورة البقرة، الآيتين 250-251) أي الملك الذي كان بيد طالوت والحكمة أي النبوة.